# Gabaldón (kommunhuvudort)
Gabaldón är en kommunhuvudort i Spanien.   Den ligger i provinsen Provincia de Cuenca och regionen Kastilien-La Mancha, i den centrala delen av landet, 180 km sydost om huvudstaden Madrid. Gabaldón ligger 921 meter över havet och antalet invånare är 198.
Terrängen runt Gabaldón är lite kuperad.Runt Gabaldón är det ganska glesbefolkat, med 42 invånare per kvadratkilometer. Närmaste större samhälle är Motilla del Palancar, 7,0 km sydost om Gabaldón. Omgivningarna runt Gabaldón är i huvudsak ett öppet busklandskap.